# Achaearanea diversipes
Achaearanea diversipes là một loài nhện trong họ Theridiidae.
Loài này thuộc chi Achaearanea. Achaearanea diversipes được William Joseph Rainbow miêu tả năm 1920.